# Saint-Maurice (Dolina Marny)

Położenie Saint-Maurice w ramach aglomeracji paryskiej

Saint-Maurice – miejscowość i gmina we Francji, w regionie Île-de-France, w departamencie Dolina Marny.
Według danych na rok 1990 gminę zamieszkiwało 11 157 osób, a gęstość zaludnienia wynosiła 7802 osób/km² (wśród 1287 gmin regionu Île-de-France Saint-Maurice plasuje się na 229. miejscu pod względem liczby ludności, natomiast pod względem powierzchni na miejscu 881.).

## Współpraca
Miejscowość partnerska:
- Saint-Maurice, Szwajcaria